# Wishmaster (álbum)
Wishmaster es el tercer álbum de estudio del grupo finlandés Nightwish y fue lanzado el año 2000.
Este disco se caracterizó por ser el que los hizo conocidos en toda Europa por sus fuertes riffs, magníficos y complicados solos de guitarra, poderosa batería, excelente y claro sonido del bajo y también por su apoyo orquestal y la voz de Tarja Turunen, vocalista soprano del grupo.
El disco posee varias canciones pertenecientes al Power metal como es el caso de Wishmaster (inspirada en los libros de Tolkien y las novelas de Dragonlance) y She is My Sin, destacable obra maestra de la banda. Dato curioso es que el tema Dead Boy's Poem se llamó originalmente "Long-Forgotten" y que FantasMic trata sobre las películas animadas de Disney.

## Canciones

### Versión Standar
1. "She Is My Sin" – 4:46
2. "The Kinslayer" (ft. Ike Vil) – 3:59
3. "Come Cover Me" – 4:34
4. "Wanderlust" – 4:50
5. "Two for Tragedy" – 3:50
6. "Wishmaster" (ft. Sam Hardwick) – 4:24
7. "Bare Grace Misery" – 3:41
8. "Crownless" – 4:28
9. "Deep Silent Complete" – 3:57
10. "Dead Boy's Poem" (ft. Sam Hardwick) – 6:47
11. "Fantasmic" – 8:27
12. "Sleepwalker" (original version) [Bonus track]– 2:55

### Edición Limitada de Nems
1. "She Is My Sin" – 4:46
2. "The Kinslayer" (ft. Ike Vil) – 3:59
3. "Come Cover Me" – 4:34
4. "Wanderlust" – 4:50
5. "Two for Tragedy" – 3:50
6. "Wishmaster" (ft. Sam Hardwick) – 4:24
7. "Bare Grace Misery" – 3:41
8. "Crownless" – 4:28
9. "Deep Silent Complete" – 3:57
10. "Dead Boy's Poem" (ft. Sam Hardwick) – 6:47
11. "Fantasmic" – 8:27
12. "Sleeping Sun"

### Edición de 2008
1. "She Is My Sin" – 4:46
2. "The Kinslayer" (ft. Ike Vil) – 3:59
3. "Come Cover Me" – 4:34
4. "Wanderlust" – 4:50
5. "Two for Tragedy" – 3:50
6. "Wishmaster" (ft. Sam Hardwick) – 4:24
7. "Bare Grace Misery" – 3:41
8. "Crownless" – 4:28
9. "Deep Silent Complete" – 3:57
10. "Dead Boy's Poem" (ft. Sam Hardwick) – 6:47
11. "Fantasmic" – 8:27
12. "Sleepwalker" (original version) [Bonus track] – 2:55
13. "Wanderlust" (live) [Bonus track] - 4:32
14. "Deep Silent Complete" (live) [Bonus track] - 4:20

### Sencillos
- The kinslayer.
- Deep silent complete.

## Créditos
- Tarja Turunen – Vocalista
- Emppu Vuorinen – Guitarra
- Sami Vänskä - bajo- Guitarra
- Tuomas Holopainen – Teclados
- Jukka Nevalainen – Batería

Invitados:
- Sam Hardwick - Vocalista
- Ike Vil - Vocalista
- Esa Lehtinen - Flauta
- Ville Laaksonen - Tenor
- Matias Kaila - Tenor
- Kimmo Kallio - Barítono
- Riku Salminen - Bajo (voz)
- Anssi Honkanen - Bajo (voz)
- V. Laaksonen - Coro Arreglo musical

## Posicionamiento
| País      | Listas (2000)         | Pico de posiciones |
| --------- | --------------------- | ------------------ |
| Alemania  | Media Control Charts  | 21                 |
| Finlandia | Finnish Singles Chart | 1                  |
| Francia   | French Singles Chart  | 66                 |